# Raimondas Rumšas
Raimondas Rumšas, litovski kolesar, * 14. januar 1972, Šilutė, Sovjetska zveza.
Rumšas je nekdanji profesionalni kolesar, ki je tekmoval za ekipe Mróz, Fassa Bortolo, Lampre-Farnese Vini in Acqua & Sapone. Nastopil je na poletnih olimpijskih igrah v letih 1996 in 2000, ko je dosegel svoj najboljši rezultat s 23. mestom v kronometru. Leta 2000 je zmagal na klasičnem spomeniku, Dirki po Lombardiji in osvojil peto mesto skupno na Dirki po Španiji, leta 2001 pa je zmagal na etapni Dirki po Baskiji. Leta 2002 je osvojil tretje mesto skupno na Dirki po Franciji, toda prav na zaključni dan dirke je policija odkrila kortikosteroide, EPO, testosterone, rastne hormone in anabolične steroide v avtomobilu njegove žene Edite, ki je preživela več mesecev v priporu. Maja 2003 je bil pozitiven na doping kontroli na EPO kmalu po šestem mestu skupno na Dirki po Italiji, ki so mu ga brisali, in prejel je enoletno prepoved tekmovanja. Junija 2005 je bil priprt pred procesom v Bonnevilleu. Januarja 2006 sta bil z ženo obsojena na štirimesečno pogojno kazen zaradi uvoza prepovedanih substanc.